# خشب جوز الهند
خشب جوز الهند (بالإنجليزية: Coconut timber)‏ هو بديل للأخشاب الصلبة من أشجار نخيل جوز الهند. يشار إليه في الفلبين باسم خشب جوز الهند، وفي أماكن أخرى أيضًا باسم النخيل الأحمر وهو مورد أخشاب جديد يأتي من المحاصيل الزراعية ويقدم بديلاً لأخشاب الغابات المطرية.

## مراجع

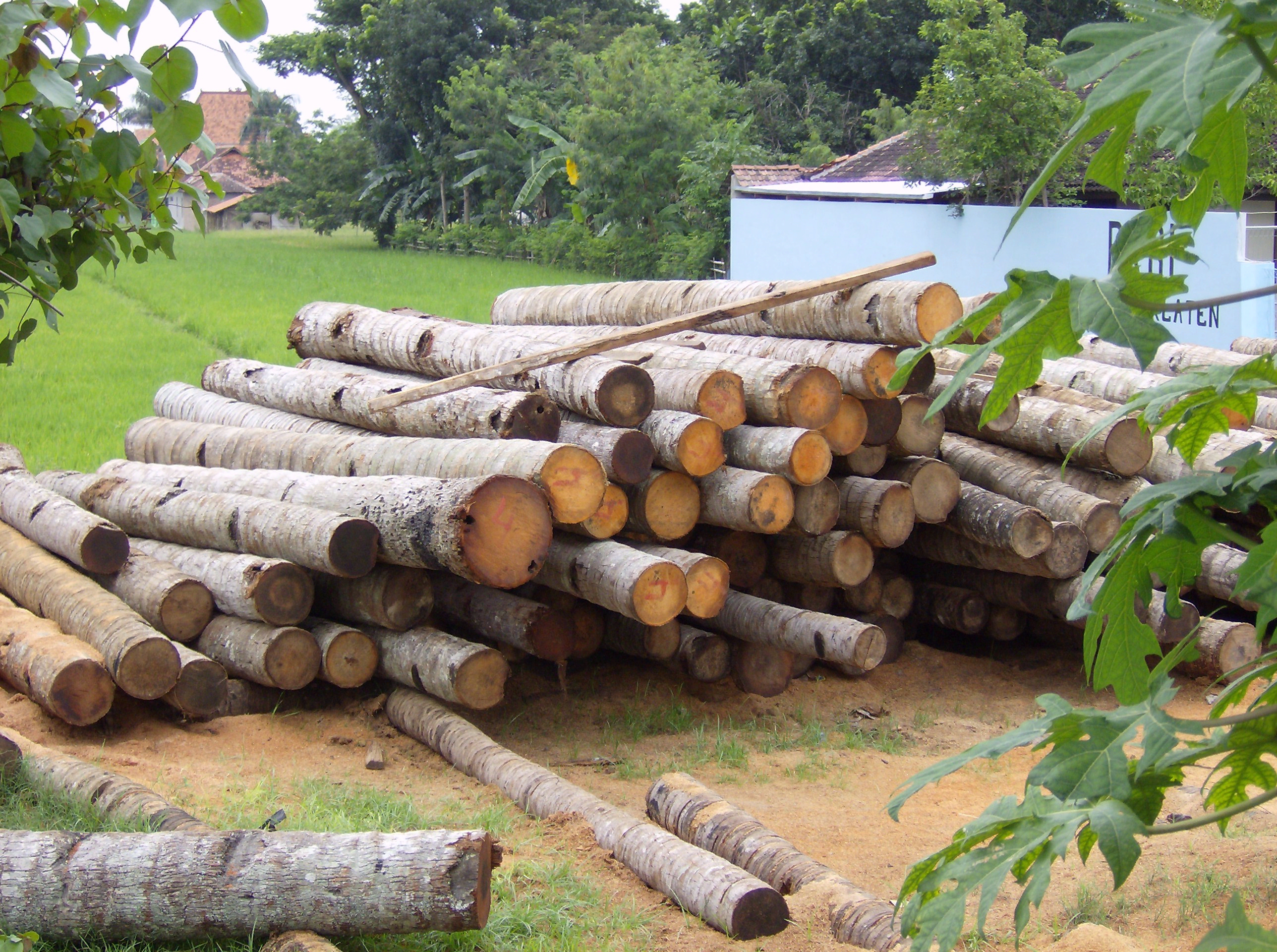
شجر جوز الهند في كلاتين، جاوة، إندونيسيا.